# Marcus Hall
Marcus Anthony Hall (Houston, 6 agosto 1985) è un ex cestista statunitense.

## Carriera
Nella stagione 2011-12 ha militato nel Levski Sofia. Da ottobre a dicembre 2009 ha militato in Italia nella Junior Libertas Pallacanestro.

## Palmarès
- Coppa di Bulgaria: 1

Levski Sofia: 2009